# Lepyrodia valliculae
Lepyrodia valliculae là một loài thực vật có hoa trong họ Restionaceae. Loài này được J.M.Black mô tả khoa học đầu tiên năm 1928.